# Force feedback
Force feedback е термин използван при воланите за компютри и конзоли и показва, че ремъкът реагира на всяко помръдване на волана. В зависимост от фината настройка на волана и на играта е възможно да се постигне ефект близък до реалността. Доста от модерните волани поддържат тази технология. При по-скъпите съществува force feedback и при ръчната и педалите на волана.

## История
В началото технологията Force feedback е използвана при самолетите, специално при военните. Другото ѝ име е Haptic feedback.

## Приложения на Force feedback
Поради начина на разработка на Force feedback, технологията може да бъде използвана в много устройства.
Видео игри
Force feedback се използва при домашните компютри и конзолите за джойстици и волани.
Мобилни технологии
На базата на Haptic feedback са създадени тъчскрийн телефоните. В зависимост от вибрациите създадени от пръста на натискащия специален чип определя координатите на натискане.
Технологията на Haptic се използва и в медицината, роботите, устройствата създаващи виртуална реалност и много други. Възможно е в бъдеще чрез Force feedback да се получи информация от холограма или вътрешен човешки орган на базата на светлината идваща от тях.